# Formidable (canção)
"Formidable" (em francês pode querer dizer "formidável", "incrível" ou "impressionante") é uma canção escrita, composta e interpretada pelo cantor belga Stromae. A música foi lançada em formato digital na Bélgica em 27 de maio de 2013 e é seu segundo single após "Papaoutai" do seu segundo álbum de estúdio Racine carrée. A canção atingiu o número 1 na semana de seu lançamento na Bélgica e alcançou o número 1 na França. Ainda hoje é um dos seus singles mais bem sucedidos desde "Alors on danse" em 2009.

## Significado e videoclipe
A partir de 21 de maio de 2013, vídeos amadores foram lançados no YouTube mostrando Stromae aparentemente bêbado e vagando na estação de bonde e metrô Louise / Louiza em Bruxelas durante o amanhecer, o que acabou se tornando viral. Foi revelado dias depois que o incidente fazia parte da gravação de um videoclipe e foi tudo uma encenação; isso foi confirmado durante o programa de TV Ce soir (ou jamais!) na France 2, no qual Stromae comentou que é sobre a história de um homem bêbado que acabou de se separar de sua namorada. 
O vídeo, feito por câmeras escondidas ao redor da estação, mostram Stromae bêbado, desgrenhado e perturbado tropeçando pela estação, gritando trechos da letra da música para as pessoas, caindo e em várias ocasiões aparecendo à beira de entrar no trânsito. Os espectadores são mostrados gravando o incidente com seus celulares, mas apenas uma pessoa intervém para evitar que Stromae se sente no caminho de um bonde que se aproxima. A música é interrompida abruptamente quando três policiais, sem saber que se trata de uma gravação, se aproximam de Stromae para avaliar seu bem-estar e perguntar se ele está bebendo. Stromae os tranquiliza e o vídeo é retomado. Na cena final do vídeo, Stromae sai, seguido por sua equipe de filmagem, e mostra que sua embriaguez foi apenas um ato, sorrindo para a câmera, arrumando suas roupas e batendo os calcanhares. O vídeo tem como subtítulo "ceci n'est pas une leçon" ("isso não é uma lição").
O vídeo ganhou o prêmio de categoria "Videoclipe do ano" no Victoires de la Musique de 2014.

## Gráficos
| Chart (2013–2014)                     | Posição de pico |
| ------------------------------------- | --------------- |
| Áustria (Ö3 Austria Top 75)           | 36              |
| Bélgica (Ultratop 50 de Flandres)     | 1               |
| Belgium (Ultratop Flanders Urban)     | 1               |
| Bélgica (Ultratop 50 da Valônia)      | 1               |
| Dinamarca (Hitlisten)                 | 20              |
| França (SNEP)                         | 1               |
| Alemanha (Offizielle Deutsche Charts) | 39              |
| Itália (FIMI)                         | 16              |
| Países Baixos (Dutch Top 40)          | 4               |
| Países Baixos (Single Top 100)        | 2               |
| Suíça (Schweizer Hitparade)           | 13              |
| Suíça (Media Control Romandy)         | 1               |

## Links externos
- Site oficial